# محمود مانیان
محمود مانیان، معروف به حاج مانیان از اعضاء شورای مرکزی جبههٔ ملّی ایران و از بنیانگزاران حسینیهٔ ارشاد و آسایشگاه معلولین و سالمندان کهریزک بود.

## زندگی‌نامه
حاج محمود مانیان در سال ۱۲۹۹ خورشیدی متولد شد. از همان کودکی به خاطر از دست دادن پدرش ناچار شد برای گذراندن زندگی به بازار رفته و کار کند.

## فعالیت سیاسی
در بازار تهران با مسائل سیاسی آشنا شد و با کوشش فراوان توانست در جلسات درس سیدمحمود طالقانی شرکت کند. در این جلسات باب آشنایی او با محمدتقی شریعتی و کانون نشر حقایق اسلامی باز شد. از سال ۱۳۲۷ به بعد در جلسات وی در آیت الله کاشانی شرکت می‌کرد و در جریان نهضت ملی شدن نفت و در دوران حکومت محمد مصدق فعال بوده و پس از کودتای ۲۸ مرداد به زندان افتاد و سپس به جزیره خارک تبعید شد. در جریان ۱۵ خرداد ۱۳۴۲ نیز مجدداً بازداشت و مدت ۹ ماه در زندان انفرادی قزل قلعه به سر برد. از جمله فعالیتهای اجتماعی وی عضویت در هیئت امنای آسایشگاه معلولین کهریزک بود او در جریان ۱۷ شهریور سال ۵۷ مجدداً بازداشت گردید، وی در دوران انقلاب به پاریس سفر نمود و با سید روح‌الله خمینی دیدار کرد. کمیته انتقام ساواک در ۱۹ فروردین سال ۱۳۵۷ یک بمب را در مقابل منزلش منفجر کرد وی پس از پیروزی انقلاب فعالیت خود را همچنان باجبهه ملی ایران ادامه داد. در ۱۳۶۰ به دنبال دستگیری عده‌ای از سران جبهه ملی وی نیز دستگیر و پس از مدتی آزاد شد. پس از تأسیس «جمعیت دفاع از آزادی و حاکمیت ملت ایران» به این جمعیت پیوست. وی سرانجام در ۱۴ بهمن ماه سال ۱۳۷۳ در اثر حادثه رانندگی درگذشت.